# Medium Mark B

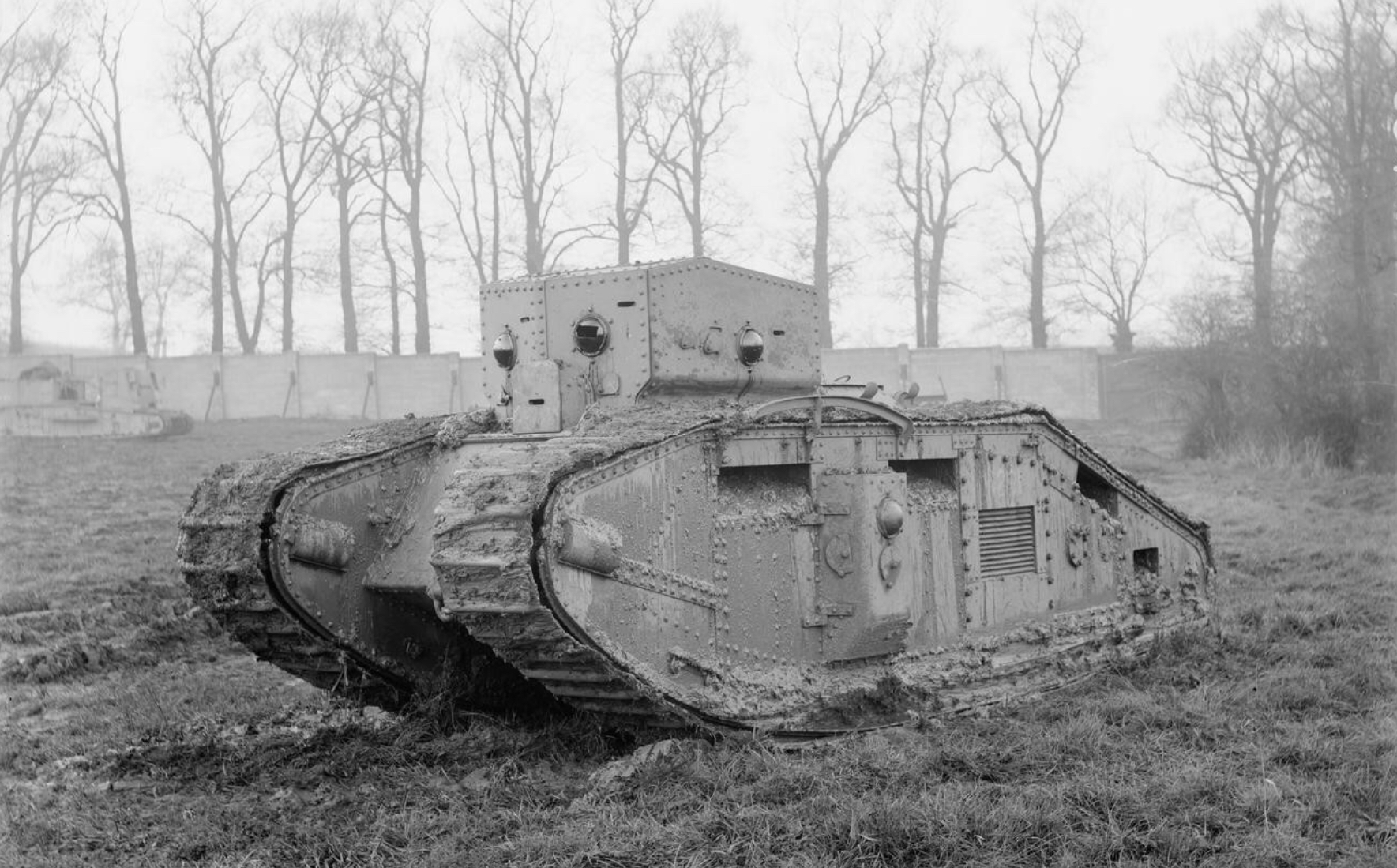
Medium Mark B (ohne Maschinengewehre)

Der Medium Mark B war ein mittelschwerer britischer Panzer des Ersten Weltkriegs.
Der in etwas abgewandelter Rhomboidform mit zwei umlaufenden Raupenketten gebaute Medium Mark B hatte ein Gesamtgewicht von 18 Tonnen und eine Besatzung von vier Mann (Kommandant, Fahrer und zwei Waffenbediener). Markant war der fünfeckige, nicht drehbare Turm mit vier Maschinengewehren. Der von Major Wilson konstruierte Panzer erreichte eine Höchstgeschwindigkeit von etwa 9,6 km/h und war der erste britische Tank, bei dem Kampf- und Motorraum voneinander getrennt waren, was die Einsatzbedingungen der Besatzungen verbesserte.
Der von Metropolitan/Vickers in Birmingham gefertigte Panzer, dessen Prototyp noch im August 1918 fertiggestellt wurde, kam nicht mehr an die Front. Sein Bau wurde nach der als vorteilhafter eingeschätzten Weiterentwicklung des Mark A zum Mark D mit dem Kriegsende eingestellt. Die 45 gefertigten Mark-B-Tanks wurden nach 1918 beim britischen Expeditionskorps im Baltikum eingesetzt und später an Lettland verschenkt, wo sie noch bis Anfang der 1930er-Jahre ihren Dienst versahen und dann verschrottet wurden.

## Trivia
Obwohl diese Tanks nie im Ersten Weltkrieg eingesetzt wurden, nahmen vier von ihnen, direkt aus der Fabrik geliefert und noch ohne Seitenerker, als Abordnung des Royal Tank Corps an der britischen Siegesparade nach dem Ersten Weltkrieg in London teil.